# Giennadij Małachow
Giennadij Małachow (ros. Генна́дий Петро́вич Мала́хов, ur. 20 września 1954 w Kamieńsku Szachtyńskim w obwodzie rostowskim) – rosyjski prezenter telewizyjny, uzdrawiacz, propagator zdrowego stylu życia, autor wielu wielkonakładowych książek o różnych naturalnych metodach uzdrawiania organizmu i samoleczenia. Wiedzę do swoich książek czerpie od innych naturopatów i z własnego doświadczenia. Wiele z tych pozycji większość specjalistów uważa za książki pseudonaukowe.
Pomimo licznych napisanych książek, przyznał się do wcześniejszych błędów w swoich książkach wraz z zapoznaniem się z badaniami Huldy Clark i uaktualnił wiedzę w nowej serii pt. "Podstawy samouzdrawiania".

## Życiorys
Małachow urodził się 20 września 1954 w Kamieńsku Szachtyńskim. Ukończył szkołę zawodową o specjalności ślusarz elektryczny. W 1988 ukończył Centralny Instytut Kultury Fizycznej im. Orderu Lenina w Moskwie.
Według opowiadań samego Małachowa, ideą zdrowego stylu życia zainteresował się, gdy przy próbie poważniejszego zaangażowania się w sporcie zapadł na ciężką chorobę migdałków. Tradycyjna medycyna nie znalazła rozwiązania eliminującego dolegliwości. Po pomoc zwrócił się do Jurija Pawłowicza, praktykującego jogę. Udało mu się „stanąć na nogi“ stosując oczyszczanie organizmu i metodę "poprawnego" oddychania. Tak rozpoczęła się jego pasja związana z medycyną alternatywną. Później Małachow poznał pisarza Władimira Czerkasowa, który dał mu książki Paula Bragga, Sheltona. Czytał też książki Normana Walkera. Na podstawie bogatej literatury opracował własne koncepcje niekonwencjonalnych metod samoleczenia.
W 1986 Małachow otworzył swój własny klub Wigor (ros. Бодрость), w którym nauczał jak należy oczyszczać wątrobę i prawidłowo się odżywiać. Członkowie klubu zajmowali się tam także jogą, gimnastyką i trochę ćwiczyli wushu.
W połowie 1990 Małachow opublikował pierwszą swoją książkę – Siły uzdrowicielskie (ros. Целительные силы), tom 1 i 2.
Giennadij Małachow jest żonaty i ma dwoje dzieci.
Małachow jest akademikiem w Uzbeckim Instytucie Medycyny Tradycyjnej, członkiem Międzynarodowego Związku Organizacji Charytatywnych World of Good (ang. Świat Dobra), laureatem najwyższych nagród państwowych Rosji, w tym Złotej Księgi Narodu (ros. Золотая Книга Нации).

## Program telewizyjny
Od 2006 do 2011 początkowo z Andrejem Małachowem, a później razem z Jeleną Prokłową prowadził audycję Małachow+ (ros. Малахов+) w pierwszym programie telewizji rosyjskiej – w porannym paśmie. Przeniósł się następnie do telewizji ukraińskiej (aby prowadzić audycję pt. „Здоровенькі були з Малаховим“), zrywając kontrakt z rosyjską stacją. Ta ostatnia grozi mu karami finansowymi jednak do procesu sądowego nigdy nie doszło.

## Twórczość
Ten artykuł opisuje teorie, metody lub czynności niezgodne ze współczesną wiedzą medyczną.
Małachow jest autorem wielkonakładowych książek o różnych metodach uzdrawiania organizmu.
Łączny nakład jego książek (licząc także te, które ukazały się poza granicami Rosji – głównie w krajach WNP, w Polsce, Bułgarii i w Niemczech) przewyższa liczbę 30 mln egzemplarzy.
W Polsce nakładem wydawnictwa ABA ukazały się następujące pozycje:
- Lecznicza głodówka (1999) ISBN 83-87777-57-9[6]
- Wzmacnianie zdrowia w późniejszym wieku (2001) ISBN 83-88872-12-5[7]
- Oczyszczanie organizmu (2004) ISBN 83-88872-53-2[8]
- Urynoterapia (2004) ISBN 83-88872-52-4[9]
- Zioła dla zdrowia (2004) ISBN 83-88872-54-0[10]
- Uzdrawianie karmy (2005) ISBN 83-88872-63-X[11]
- Dieta lecznicza i rozdzielna (2005) ISBN 83-88872-66-4[12]
- Ruch, oddychanie, hartowanie (2005) ISBN 83-88872-60-5[13]
- Życie bez pasożytów (2005) ISBN 83-88872-62-1[14]
- Charakter człowieka i jego wpływ na zdrowie (2008) ISBN 83-88872-50-8[15][16]
- Samoleczenie i uzdrawianie (2008) ISBN 83-88872-49-4[17]
- Moja droga do zdrowia (2008) ISBN 83-88872-46-X[18]
- Zdrowie mężczyzny (2009) ISBN 978-83-61012-21-4[19]
- Podstawy samouzdrawiania (2010) ISBN 978-83-61012-30-6[20]